# Marie Curie

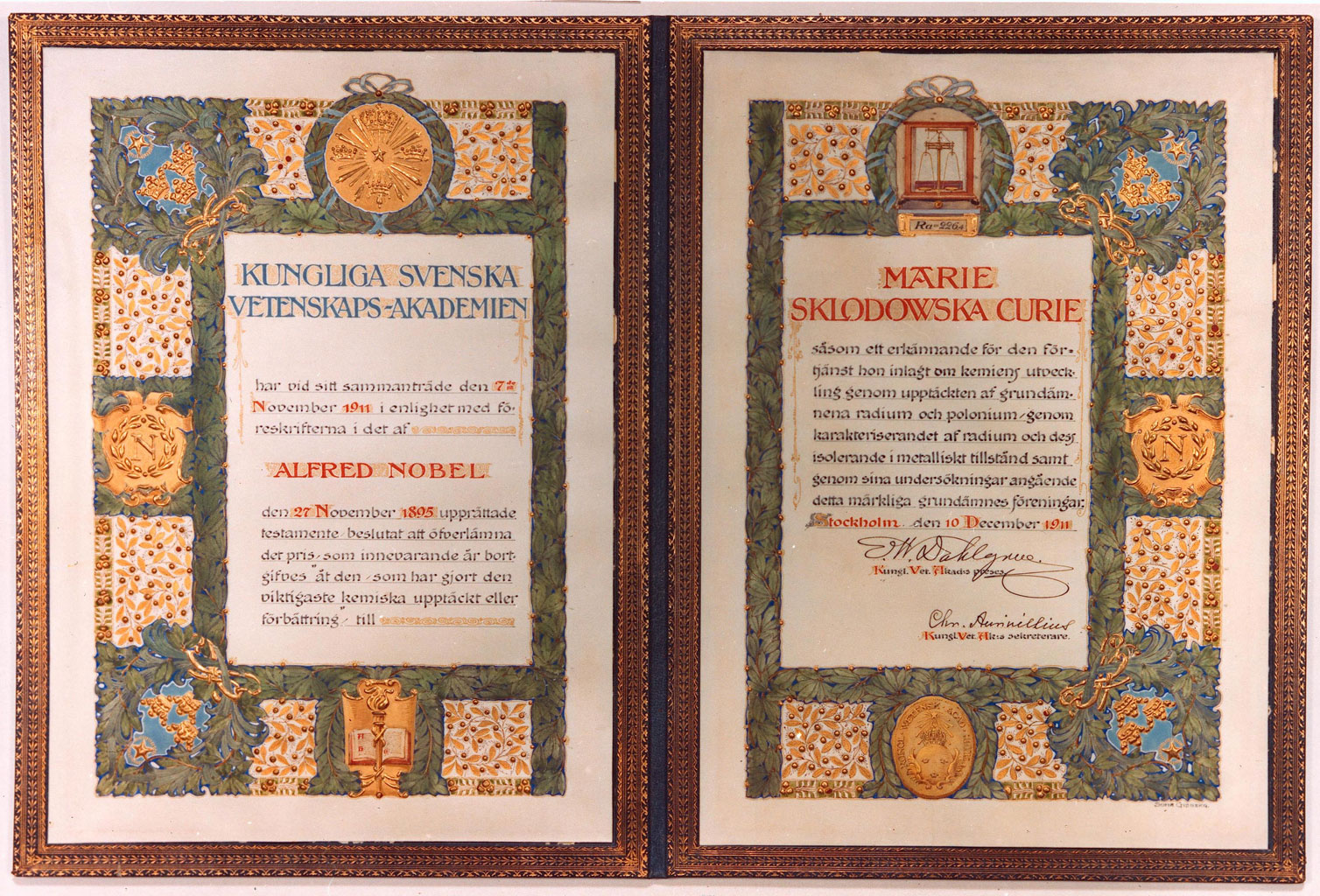
Nobelprisdiplomet från 1911.

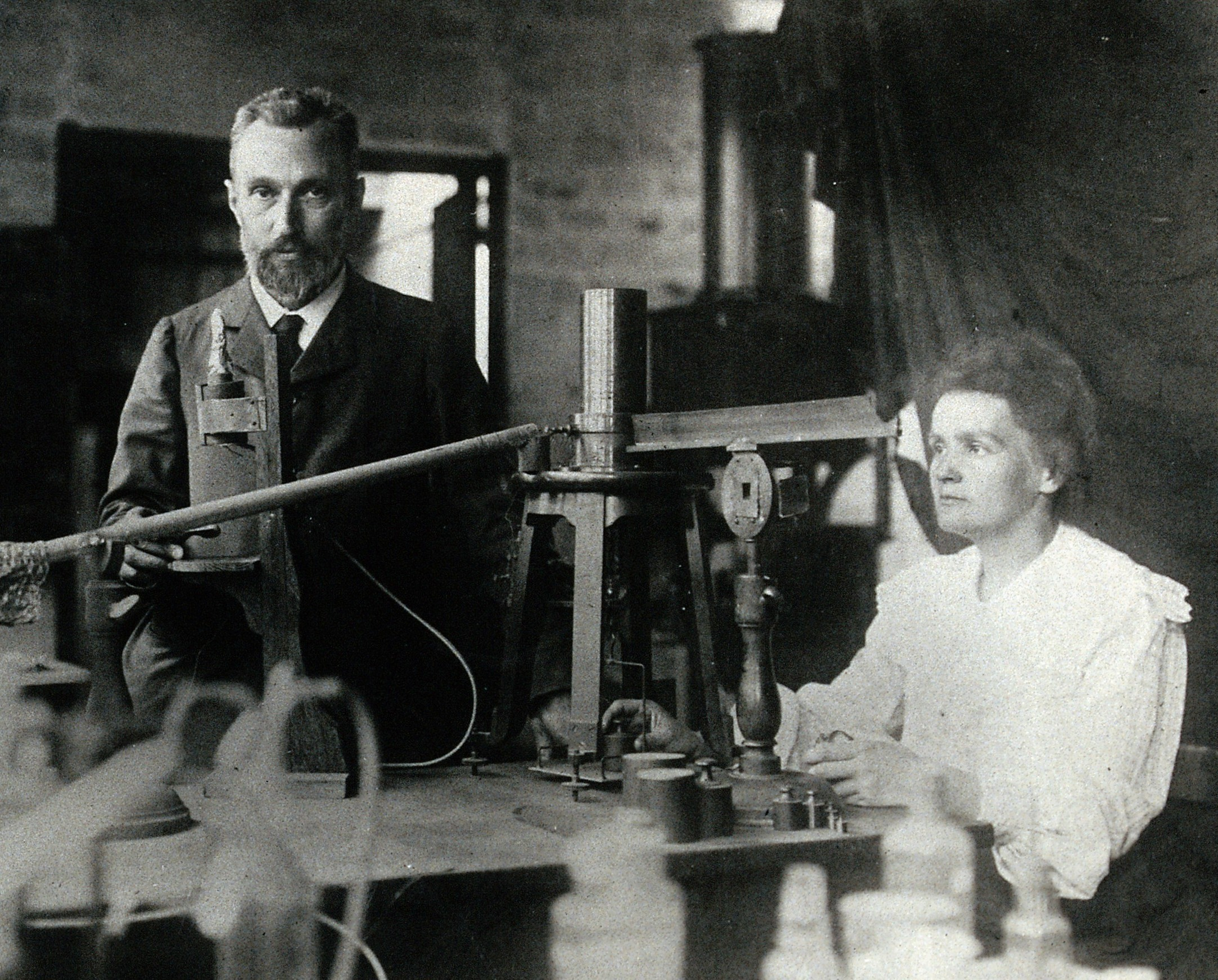
Pierre och Marie Curie, cirka 1904.

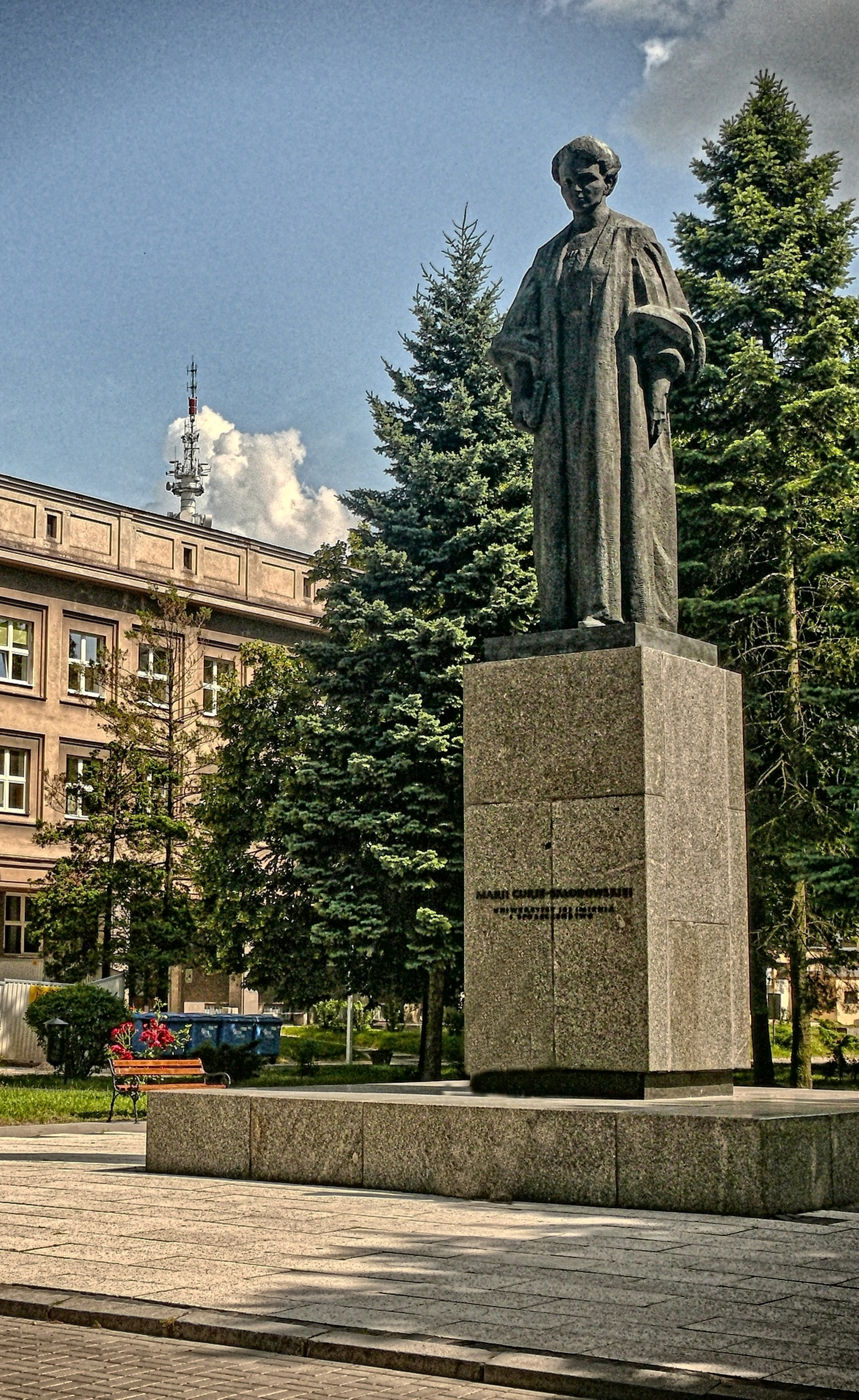
Monument i Lublin.

Marie Curie, född Maria Salomea Skłodowska 7 november 1867 i Warszawa i Polen (då i Kejsardömet Ryssland), död 4 juli 1934 i Passy i Haute-Savoie i Frankrike, var en polsk och fransknaturaliserad fysiker och kemist. Hon utförde banbrytande forskning och gjorde upptäckter om radioaktivitet. Hon var den första kvinnan som tilldelades ett nobelpris, är den första personen och den enda kvinnan som tilldelats nobelpriset två gånger, och är den enda personen som tilldelats nobelpriset i två olika vetenskapliga kategorier. Hon var också den första kvinnan som blev professor vid universitetet i Paris, och blev 1995 den första kvinnan som begravdes för sina egna meriter i Panthéon i Paris.
År 1903 fick hon nobelpriset i fysik tillsammans med Henri Becquerel och sin make Pierre Curie för forskningen om radioaktivitet. Hon var därmed den första kvinnliga nobelpristagaren. 1911 fick hon sitt andra nobelpris, denna gång i kemi för upptäckten av grundämnena radium och polonium. Hon fick grundämnet curium (Cm) och måttenheten Curie (Ci) uppkallade efter sig. Hon avled av aplastisk anemi 1934, troligen ett resultat av den joniserande strålning hon varit utsatt för i sitt laboratorium.
Curie gifte sig 1895 med Pierre Curie och var mor till Irène Joliot-Curie och Ève Curie.

## Biografi

### I Polen
Marie Skłodowska-Curie, vars tilltalsnamn ursprungligen hade formen Maria, föddes i Warszawa i Polen som då var en del av Ryssland. Hennes första år var svåra; hennes syster Zofia dog av tyfus och fyra år senare dog även hennes mor.  Maria gick på internatskola från tio års ålder och började sedan på gymnasium för flickor. I skolan utmärkte hon sig genom sin enorma minneskapacitet och höga arbetsmoral. Eftersom hon var kvinna fick hon inte börja på det vanliga universitetet, istället deltog hon och hennes syster i det så kallade "flygande universitet" - en patriotisk institution.
Då hennes far, som varit matematik- och fysiklärare, hade förlorat sin förmögenhet på dåliga investeringar var hon tvungen att arbeta som lärare. Samtidigt var hon aktiv vid det polsk-nationalistiska fria universitetet där hon högläste för polska arbetarkvinnor. Under tiden i Polen påbörjade hon sin praktiska vetenskapliga träning i ett kemilaboratorium som drevs av hennes kusin. Till slut kunde hon med ekonomisk hjälp av sin äldre syster Bronia flytta till Paris, där hon först gick på Collège Sévigné och senare studerade matematik, kemi och fysik på Sorbonne. Vid arton års ålder började hon arbeta som guvernant och genom sina inkomster lyckades hon finansiera systern Bronias medicinstudier i Paris.

### I Frankrike
Tidigt i maj 1891 reste hon till Paris under namnet Marie och undervisades av Paul Appell, Gabriel Lippmann och Edmond Bouty vid Sorbonne. Marie studerade hårt vid universitetet med knappa resurser och fick kämpa för att hålla värmen under vintern. Under kvällarna lärde hon ut för att tjäna pengar. 1893 tog hon ut sin examen i fysik och började arbeta i ett laboratorium. I början av sin karriär undersökte hon magnetiska egenskaper hos olika metaller. 1894 fick hon också sin examen i matematik. Hennes examen ledde till ett stipendium och ett arbete på laboratorium. Vid universitetet träffade hon redan kända fysiker som Jean Perrin, Charles Maurain och Aimé Cotton. På Sorbonne träffade hon också Pierre Curie som hon gifte sig med den 25 juli 1895. Innan Marie tackade ja till Pierres förfrågan om giftermål flyttade hon tillbaka till Polen för att försöka inleda en karriär där. Men efter att hon blev nekad en plats på Jagellonska universitetet i Kraków, flyttade hon tillbaka till Frankrike och gifte sig. Nekandet ska ha haft sin grund i sexism.
1896 upptäckte Henri Becquerel ett nytt fenomen som Marie senare skulle kalla radioaktivitet. Hon valde att studera detta för en avhandling och kom fram till att även torium var radioaktivt (samtidigt som Gerhard Carl Schmidt).
Tillsammans med Pierre Curie studerade Marie Skłodowska-Curie olika radioaktiva material, särskilt uraninit, vilket hade den egenskapen att vara mer radioaktivt än det uran de utvann från det. År 1898 hade de kommit fram till en logisk förklaring, nämligen att uraniniten innehöll spår av ett okänt ämne som var mycket mer radioaktivt än uran. Den 25 december tillkännagav Skłodowska-Curie existensen av detta nya ämne. Under flera år av intensivt arbete med att isolera de radioaktiva ämnena i uraninit hade de urskilt två nya grundämnen. Det första fick namnet polonium efter Maries hemland och det andra namnet radium efter dess höga radioaktivitet.
Marie Skłodowska-Curie var 1900–06 lärarinna vid École Normale Supérieure de Jeunes Filles, blev filosofie doktor 1903. Efter sin makes död övertog hon hans lärartjänst vid Sorbonne (som första kvinna), från 1908 med professorstitel (återigen som första kvinna).
Tillsammans med Pierre Curie och Henri Becquerel tilldelades hon nobelpriset i fysik 1903 för deras forskning inom radioaktivitet. Hon blev då den första kvinnan att tilldelas ett nobelpris. Åtta år senare tilldelades hon också nobelpriset i kemi för upptäckandet av radium och polonium. I och med det andra priset blev hon den första att tilldelas två nobelpris, och än i dag den enda kvinnan som erhållit två pris. Hon är också en av två som tilldelats nobelpris i två olika ämnen; den andre är Linus Pauling. 1910 invaldes Skłodowska-Curie som ledamot av Kungliga Vetenskapsakademien. 1925 blev hon chef och hedersprofessor vid det nyinrättade radiuminstitutet i Warszawa.
Det stod länge oklart om Skłodowska-Curie skulle tilldelas det andra priset på grund av utomäktenskapliga affärer, men efter ett brev från Skłodowska-Curie till Nobelpriskommittén där hon bestämt uttryckte att de skulle koncentrera sig på sina priser, fick hon priset.
Under första världskriget upprättade Skłodowska-Curie omkring 200 mindre röntgenanläggningar dit skadade soldater togs in för undersökning och behandling.

### Sista tid
Marie Skłodowska-Curie dog 1934 på Sancellemoz sanatorium utanför Sallanches, av aplastisk anemi. Sjukdomen orsakades troligen av all strålning hon utsattes för i sitt arbete och som för det mesta utfördes i ett skjul utan nödvändiga säkerhetsåtgärder. Effekterna av joniserande strålning var inte klarlagda vid den här tiden.
Hennes anteckningar (och till och med hennes kokböcker) från 1890-talet anses på grund av sin strålningshalt vara för farliga att hantera. De förvaras i blyfodrade lådor.

## Nobelprisen och uteslutande ur nominering
Det första nobelpriset, vilket erhölls 1903, var i fysik och tilldelades till hälften Marie och hennes make Pierre för deras studier inom spontan strålning som hade upptäckts av Henri Becquerel. Becquerel tilldelades den andra halvan.  Året innan priset tillkännagavs tillfrågades två dussin europeiska fysiker att nominera lämpliga kandidater. Två av dessa föreslog att priset skulle tilldelas Marie och Pierre Curie tillsammans med Becquerel. En annan av dessa fysiker nominerade enbart Pierre. Trots att Marie Curie varit väldigt närvarande inom både arbetet och nomineringarna, skrev fyra medlemmar i Académie des Sciences (den franska vetenskapsakademin) år 1904 ett nomineringsbrev där endast hennes make Pierre och Henri Becquerel nämndes. Marie uteslöts helt. I brevet angavs det att Pierre ensam hade studerat "olika mineraler av uran och thorium" och själv isolerat två nya grundämnen: polonium och radium. Det stod även att Pierre själv hade framförskaffat några decigram radium. Mycket stödjer att Marie Curie avsiktligen uteslöts ur nomineringen. Tre av de fyra medlemmarna var välbekanta med makarna Curies arbete och en av dem, Lippman, hade varit en tidigare mentor för Marie. Lippman hade presenterat den första publikationen angående upptäckten av radioaktivitet, vilken var skriven enbart av Marie Curie, för Académie des Sciences. Han var även en av tre professorer som hade hört Marie försvara sin avhandling. De fyra fysikerna från Académie des Sciences borde alla ha känt till att framställandet av ett decigram radium utfördes av endast Marie Curie. Marie genomförde de kemiska separationerna medan Pierre utförde mätningar mellan varje steg.  Den svenske matematikern Gösta Mittag-Leffler, som var medlem i nomineringskommittén skrev ett brev till Pierre Curie, i vilket han upplyste honom om situationen och bad om råd. I svaret på detta brev klargjorde Pierre Curie att ett nobelpris för forskning inom radioaktivitet som inte erkände Marie Curies nyckelroll skulle vara en travesti. Efter Pierres klagomål lades Marie Curies namn till i nomineringen.
År 1911 utsågs hon till mottagare av Nobelpriset i kemi. I samband med detta inledde Marie Curie, efter några år som änka, en kärleksrelation med forskaren Paul Langevin. Langevin var gift, han hade haft äktenskapliga problem i åratal och hade flyttat från sitt förortshem till en liten lägenhet i Paris. Det sades att Marie var orsaken. När affären kom ut i media smutskastades bägge, men det var Marie som drabbades värst. Dag ut och dag in fick hon löpa gatlopp i pressen, och utfallen mot henne var av både antisemitiskt och kvinnofientligt slag. Det antyddes att hennes efternamn Sklodowska var judiskt. Man sade att här kom en utlänning, en polsk kvinna och stal en hedervärd fransk kvinnas man. På tidningarnas förstasidor stod sådant som "Kan madame Curie fortsätta som professor vid Sorbonne?" Som följd av skriverierna bad till och med Nobelkommittén henne att hålla sig borta från prisceremonin. Detta motsatte hon sig dock starkt med motiveringen att nobelpris och privata angelägenheter borde hållas isär och till slut åkte hon iväg ensam för att ta emot priset. Att Langevin och hans vetenskapliga karriär inte alls drabbades av drevet trots att det var han som var gift visar på dåtidens kvinnosyn och hur den påverkade henne som kvinna i den mansdominerade vetenskapen.

## Erkännande
Institute of Physics (IOP) delar sedan 2016 ut Marie Curie-Sklodowska Medal and Prize.
Asteroiden 7000 Curie är uppkallad efter henne och hennes make, Pierre Curie.
Nedslagskratrarna Sklodowska på månen och Sklodowska på planeten Mars är båda uppkallade efter henne.

## Populärkultur
En föreläsning av Marie Curie i Stockholm i december 1920 spelar också en viktig roll i TV-serien Mirakel (2020), där Ivar är på väg till Stockholm med tåget från Elmersryd för att lyssna på henne.